# Spormaggiore
Spormaggiore – miejscowość i gmina we Włoszech, w regionie Trydent-Górna Adyga, w prowincji Trydent.
Według danych na rok 2004 gminę zamieszkiwało 1175 osób, 39,2 os./km².